# Wielka Synagoga w Ostrogu
Wielka Synagoga w Ostrogu, także Synagoga Maharsza – murowana synagoga w Ostrogu.

## Historia
Historia społeczności żydowskiej w Ostrogu sięga pierwszej połowy XV w.: pierwsze żydowskie pochówki pochodzą z lat 40. XV wieku. W XVI wieku miasto zamieszkiwała jedna z najliczniejszych i najprężniejszych ekonomicznie społeczności żydowskich na Wołyniu. W 1603 roku znajdywały się tu 73 domy żydowskie, zaś w 1629 roku było ich już 229. Choć dokładna data wzniesienia Wielkiej Synagogi nie jest znana, w zależności od źródeł powstała po 1627 roku, lub w latach 30. lub 40. XVII w., na miejscu starszej bożnicy. Możliwe, że została zaprojektowana przez architekta Giacomo Madlenę (także Medleni), który w tym okresie zaprojektował podobną Wielką Synagogę Przedmiejską we Lwowie. Synagogę nazywano imieniem Maharsza, przełożonego miejscowej jesziwy.
Możliwe, że budynek ucierpiał podczas powstania Chmielnickiego. W dwudziestoleciu międzywojennym przeprowadzono remont generalny, podczas którego przebudowano wejście do części głównej, zmieniono zachodni szczyt i dodano boniowanie elewacji zachodniej. Bożnica przetrwała II wojnę światową, choć została uszkodzona. Jej przestrzenie wykorzystywano jako magazyn. Po latach niszczenia, w XXI w. podjęto się ratowania pozostałości synagogi, zamontowano nowy dach i rozpoczęto konserwację.
Budynek mieści się nieopodal rynku, przy ul. Czajkowskiego.

## Architektura
Bożnica jest budowlą murowaną, o murach z kamienia i cegły, z attyką. Sala główna o wymiarach w świetle okien 21,40 × 18,20 m jest halą dziewięciopolową z trzema półkoliście przesklepionymi oknami początkowo w każdej ze ścian – układem okien symbolizującym Dwanaście Plemion Izraela, który później stał się popularny w synagogach Rzeczypospolitej. Filary podtrzymujące sklepienie posiadają doryckie kapitele.
Sień i babińce nie zachowały się; możliwe, że budowla posiadała kiedyś wieżę.

## Galeria

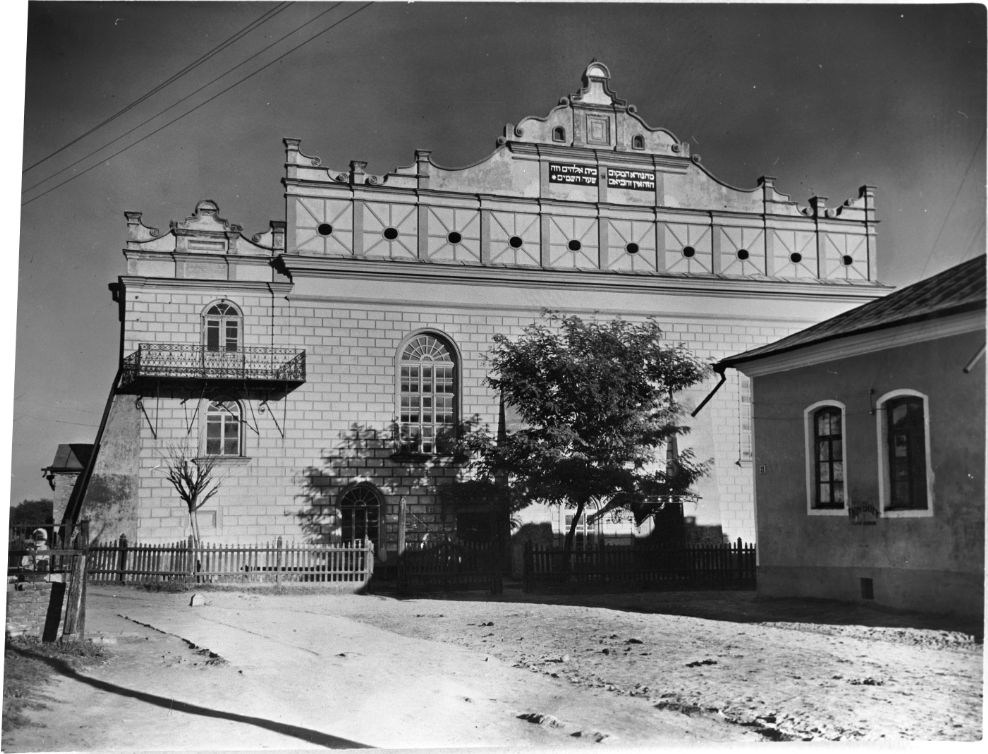
Widok z lat 30. XX w., fot. Szymon Zajczyk
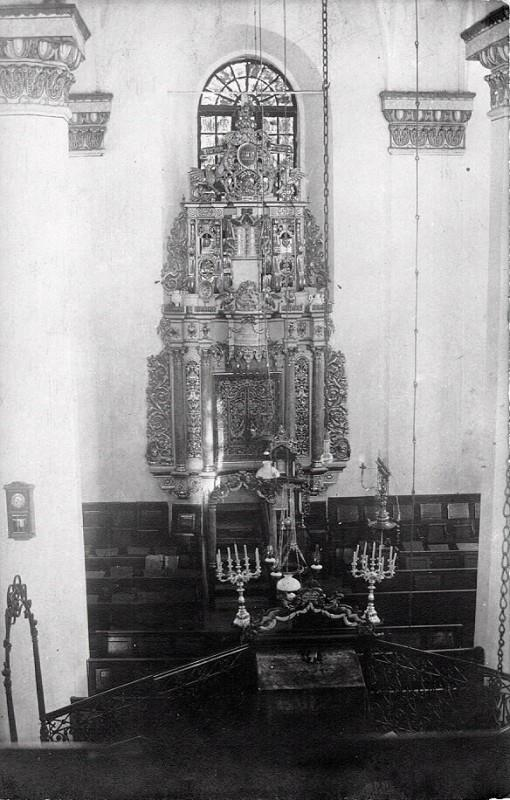
Aron ha-kodesz
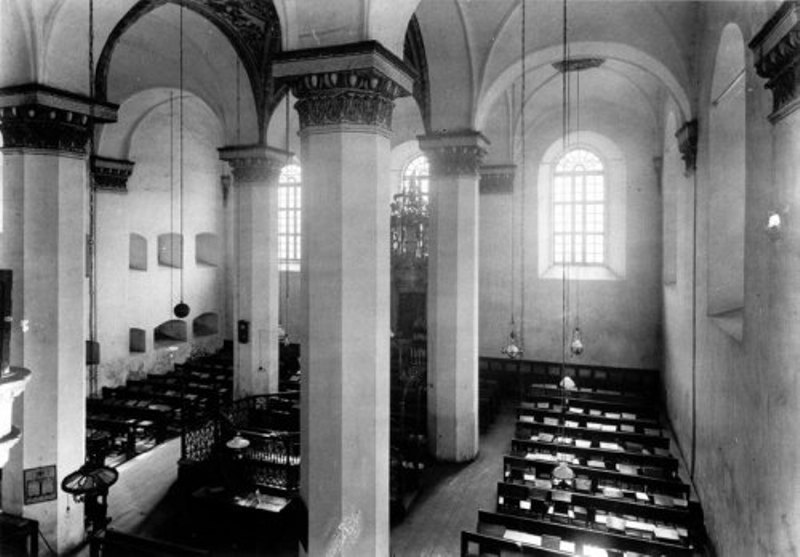
Wnętrze, 1922, fot. Henryk Poddębski
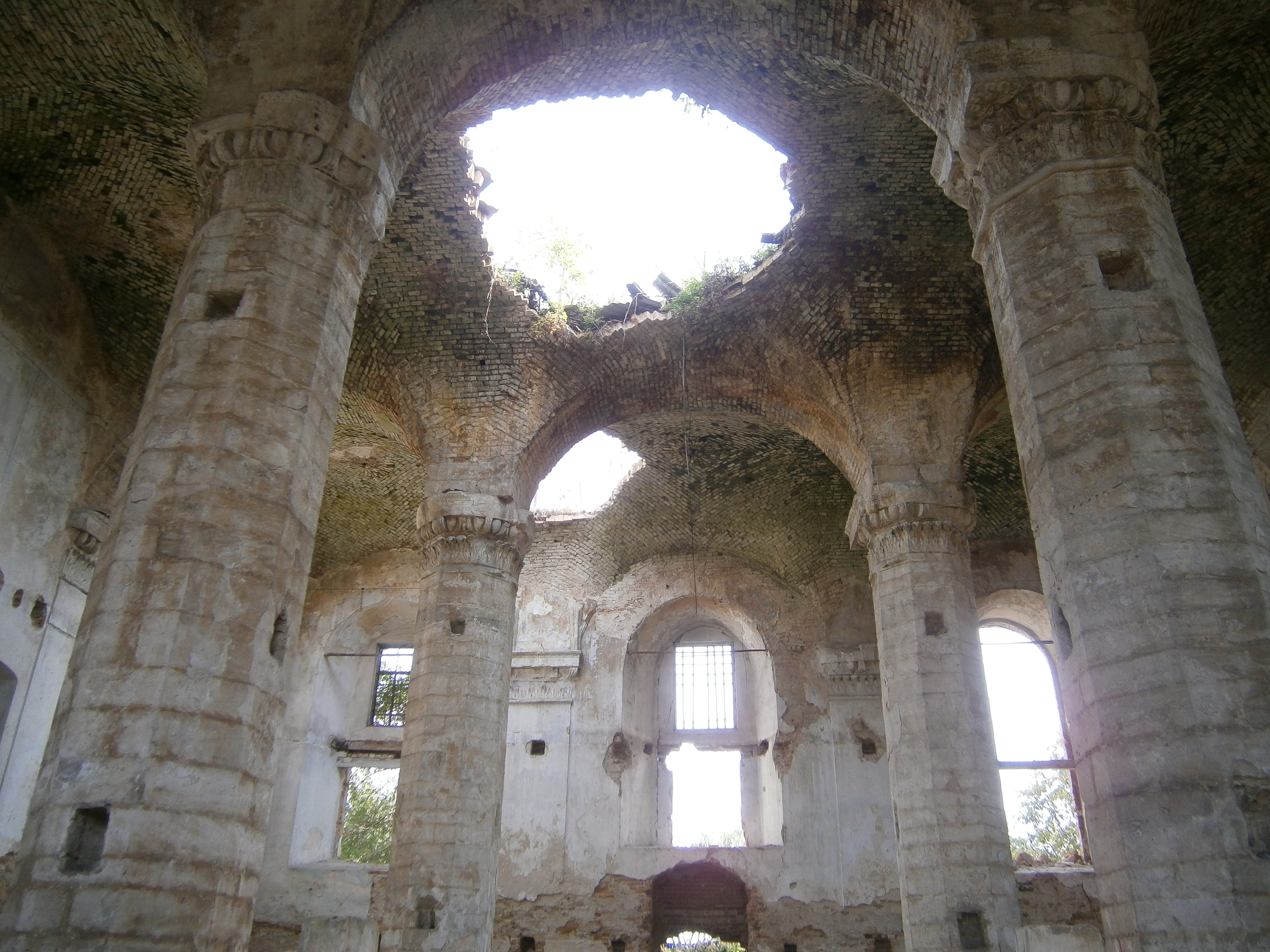
Widok wnętrza przed montażem nowego dachu w XXI w.